# Марк Умбрий Прим (консул-суффект 289 года)
Марк Умбрий Прим (лат. Marcus Umbrius Primus) — римский политический деятель и сенатор конца III века.

## Биография
Происходил Прим из южноиталийского рода Умбриев. Возможно, он был родственником проконсула Африки 202 года Марка Умбрия Прима и консула 206 года Марка Нуммия Умбрия Прима Сенециона Альбина.
О карьере Прима известно немногое: только лишь то, что он занимал должность консула-суффекта в 289 году.
В том году было назначено ещё пять суффектов: Тит Флавий Коэлиан, Цейоний Прокул, Гельвий Клемент, Флавий Децим, Аниний Максим.